# Улица браће Југовића (Београд)
| Улица браће Југовића | Улица браће Југовића |
| -------------------- | -------------------- |
|                      |                      |
| Општина              | Стари град           |
| Почетак              | Студентски трг       |
| Крај                 | Македонска улица     |
| Дужина               | 550 m                |
| Названа              | девет браће Југовића |
| Стари називи         | улица Ивана Југовића |
|                      |                      |
|                      |                      |
| улица браће Југовића |                      |

Улица браће Југовића је улица која се налази у Београду, у општини Стари град.

## Траса
Улица браће Југовића почиње од Студенстског трга, и у дужини од око 850 м пружа се праволинијски до булевара деспота Стефана, где благо савија на десно до Македонске улице.

## Назив улице
Улица Ивана Југовића која је једним пропустом прекрштена у Улицу браће Југовића највероватније зато што је незнани „кум“ веровао како је „све то исто“ иако Југовић и Југовићи не само да нису у сродству, већ их дели и пар стотина година. Градски новинари још 1938. године увиђају омашку јер је Улица браће Југовића првобитно била именована по једном другом Југовићу. 
Иван Југовић је био оснивач прве српске Велике школе у Београду и њен први ректор. Југовић је био професор кнеза Александра Карађорђевића, Карађорђевог сина и владара Србије од 1842. до 1858. године, као и учитељ Вука Караџића.
Данас се ова улица назива улица браће Југовића, по девет браће Југовића. Браћа Југовић, девет синова Југ Богдана, браћа кнегиње Милице, жене кнеза Лазара, популарни су митолошки ликови српске епске поезије. Поезија их приказује као српске хероје који су се за своју државу и свој народ херојски борили и у току битке херојски погинули. Њихов отац имао је исту судбину.

## Значајни објекти
У улици се налазе следећи значајни објекти:
- Дом војске, бр. 19.
- Зграда биоскопа Балкан, бр. 16.
- Хотел Опера, бр. 15.

као и неколико угоститељских објеката, адвокатских канцеларија, продавница.
У оквиру Дома војске у Београду су и: Уметнички ансамбл Станислав Бинички, Симфонијски оркестар уметничког ансамбла Војске Србије, Савез резервних војсних старешина Србије, Галерија и мала галерија Дома војске, Медија центар Одбрана, Биоскоп централног клуба војске Србије, ресторан. 1929. године је донета одлука да се у Београду подигне Ратнички дом, као централно културно средиште војске и резервних официра. Изградња палате Ратничког дома је започета током октобра 1930. године и завршена 1932, уз доградњу 1939. године, чиме је зграда заузела простор блока између улица Браће Југовића, Француске, Симине и Емилијана Јосимовића. У згради Дома Војске Србије налазе се модерно опремљене просторије, које се користе за одржавање различитих догађаја као што су: пријеми, конференције, семинари, предавања, пословне прославе, сајмови, презентације, коктели, балови, модне ревије, венчања и друге приватне прославе.
Зграда биоскопа "Балкан" подигнута је крајем 19. века на темељима старог здања, који је по претпоставкама био турски хан. Постаје гостионица Булевар, па касније, уз доградњу, репрезентативни хотел, са салом у којој је 1899. године одржана прва филмска пројекција. У згради је, од 1909. до 1911. године, била Београдска опера под руководством Жарка Савића, због чега је и читав хотел постао познат под називом Опера. У овој згради одржавани су оснивачки конгреси Српске социјалдемократске партије и главног Радничког савеза 02. августа 1903. године. У њој су одржавани и конгреси 1904, 1907, 1908, 1909, 1910. године. Данашњи назив Балкан добија 1928. године, а 1984. године зграда добија статус споменика културе.

## Градски превоз
Улицом не пролазе возила градског превоза, али у близини се налази и почетна станица Трг републике са неколико линија градског превоза.